# Paul Hanlon
Paul Hanlon (Edimburgo, 20 de enero de 1990) es un futbolista escocés que juega en la demarcación de defensa para el Raith Roves F. C. del Campeonato de Escocia.

## Selección nacional
Tras jugar con la selección de fútbol sub-19 de Escocia y la sub-21, debut con la selección de fútbol de República Checa el 14 de octubre de 2020 en un partido de la Liga de Naciones de la UEFA contra República Checa que finalizó con un resultado de 1-0 a favor del combinado escocés tras el gol de Ryan Fraser.

## Clubes
| Club                         | País    | Año       | Partidos | Goles |
| ---------------------------- | ------- | --------- | -------- | ----- |
| Hibernian F. C.              | Escocia | 2008      | 14       | 1     |
| St. Johnstone F. C. (cedido) | Escocia | 2008-2009 | 3        | 0     |
| Hibernian F. C.              | Escocia | 2009-2024 | 551      | 27    |
| Raith Roves F. C.            | Escocia | 2024-     | 37       | 2     |

## Palmarés

### Campeonatos nacionales
| Título                | Club            | País    | Año  |
| --------------------- | --------------- | ------- | ---- |
| Copa de Escocia       | Hibernian F. C. | Escocia | 2016 |
| Campeonato de Escocia | Hibernian F. C. | Escocia | 2017 |